# Powiat Nakatsu
Powiat Nakatsu (jap. 仲津郡 Nakatsu-gun) – dawny powiat w Japonii, w prefekturze Fukuoka.

## Historia

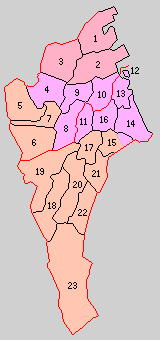
Powiat Nakatsu (11–23 – 1889 r.)

W pierwszym roku okresu Meiji na terenie powiatu znajdowało się 76 wiosek.
Powiat został założony 1 listopada 1878 roku. 1 kwietnia 1889 roku powiat został podzielony na 13 wiosek: Imagawa, Minoshima, Imamoto, Nakatsu, Kaede (祓郷村), Izumi, Toyotsu, Minamisaikawa, Nishisaigawa, Higashisaikawa, Setsumaru, Shiroi oraz Irahara.
1 kwietnia 1896 roku powiat Nakatsu został włączony w teren powiatu Miyako. W wyniku tego połączenia powiat został rozwiązany.